# スーダン (ロワール＝アトランティック県)
スーダン （Soudan）は、フランス、ペイ・ド・ラ・ロワール地域圏、ロワール＝アトランティック県のコミューン。

## 地理

県におけるスーダンの位置

県北東部にスーダンはあり、シャトーブリアンの東6kmのところにある。
1999年にINSEEがまとめた順位表によれば、スーダンは都市圏に含まれる農村型コミューンである。シャトーブリアン都市圏の一部となっている。
直線距離では、スーダンは大西洋から約70km内陸にあることから、西風が優勢である。
コミューンの南から北西へ向けてシェール川（ヴィレーヌ川支流）が流れ、北へ向かってヴェルゼ川（ウドン川支流）が流れる。この2つの河川は水源がスーダンにある。

## 由来
Soudanとはラテン語のsolitarius（孤立した）からきており、11世紀に地名の記載がある。スーダン小教区はリヴァロン領主に依存していた。リヴァロン領主は、当時シャトーブリアンの領主であったブリアン1世の家臣であった。

## 人口統計
| 1962年 | 1968年 | 1975年 | 1982年 | 1990年 | 1999年 | 2006年 | 2012年 |
| ------ | ------ | ------ | ------ | ------ | ------ | ------ | ------ |
| 1839   | 1831   | 1884   | 2026   | 2072   | 2007   | 2015   | 1991   |

source=1999年までLdh/EHESS/Cassini、2004年以降INSEE

## 史跡

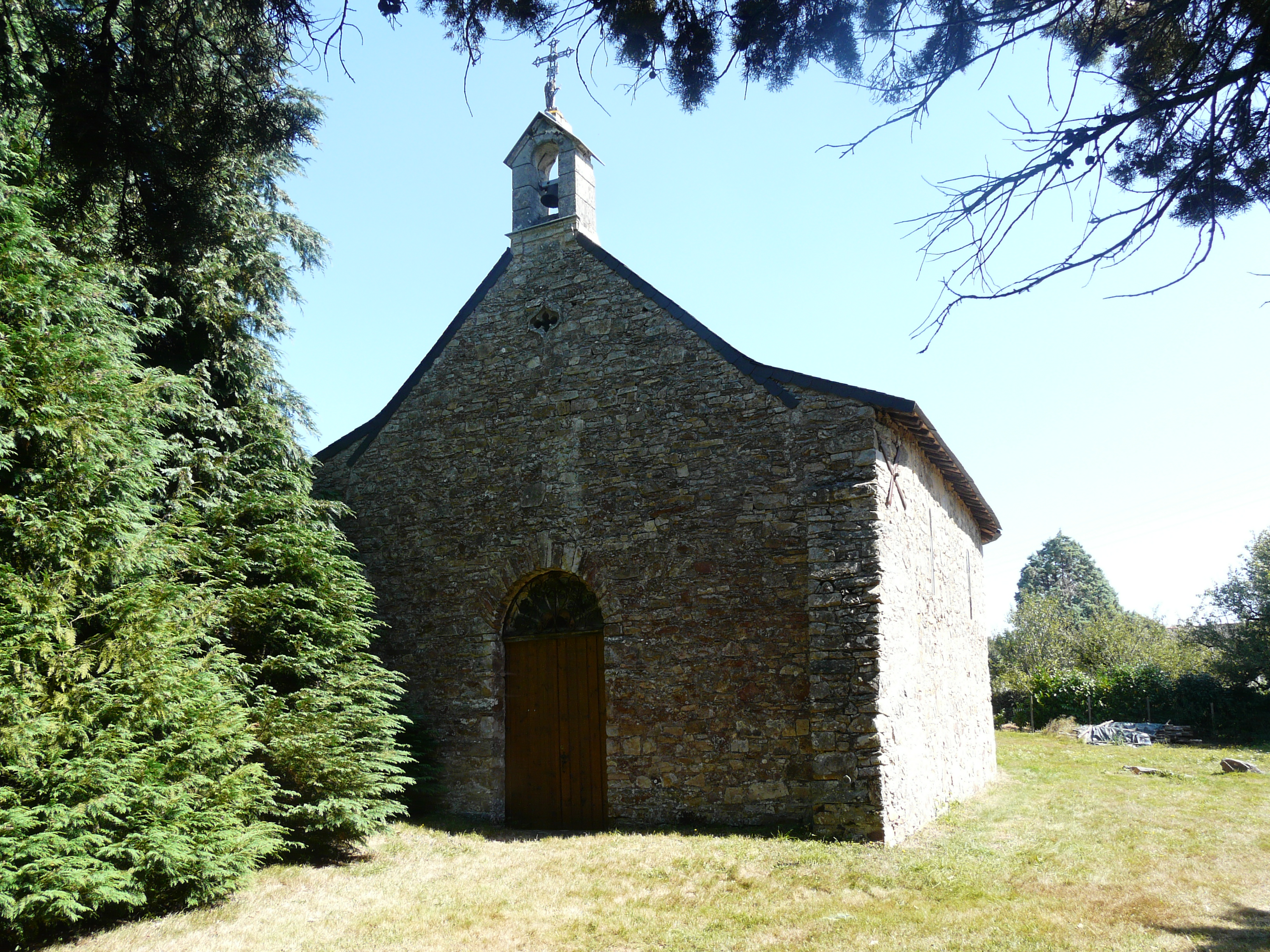
ドゥギラール集落の礼拝堂

- ムーラン・ルールの荘園 - スーダンとシャトーブリアンの境に近い、コミューンの西側にある。かつてシャトーブリアン領主に依存した荘園。建物は15世紀。
- ドゥギラール小修道院 - 12世紀、フォントヴロー修道院傘下のニ・ドワゾー修道院の修道士たちがスーダンに宗教的共同体を設立し、スーダン領主に依存する小修道院を創設した。現存する建物はサン・バルテレミ礼拝堂。